# Хеллертсхаузен
Хеллертсхаузен (нем. Hellertshausen) — община в Германии, в земле Рейнланд-Пфальц. 
Входит в состав района Биркенфельд. Подчиняется управлению Раунен.  Население составляет 205 человек (на 31 декабря 2010 года). Занимает площадь 7,47 км².